# Teoria przywiązania
Uzasadnienie: opisuje ten sam aspekt
Teoria przywiązania, teoria więzi (ang. attachment theory) – teoria neopsychologiczna, której twórcą był brytyjski lekarz i psychoanalityk John Bowlby. Jest również pierwszą próbą zastosowania modelu etologicznego do wyjaśnienia problemów rozwoju psychologicznego człowieka, szczególnie w pierwszych latach jego życia. Teoria ta dotyczy negatywnego wpływu, jaki wywiera na rozwój małego dziecka utrata obiektów znaczących (ojca, matki bądź innego opiekuna) w wyniku niepoświęcania dziecku takiego czasu i uwagi, jakiego ono potrzebuje podczas swojego rozwoju emocjonalnego, co może ujawnić się w późniejszym okresie życia. W teorii przywiązania uznaje się, że po pierwsze, wspólnie tworzone relacje przywiązania są najważniejszym kontekstem w procesie rozwoju jednostki. Po drugie, rdzeń rozwijającego się self stanowi doświadczenie przedwerbalne. Po trzecie, postawa self względem doświadczenia jest lepszym prognostykiem poczucia bezpieczeństwa związanego z przywiązaniem niż konkretne fazy z życia jednostki.
Teoria przywiązania odnosi się głównie do związków partnerskich, ale także do psychologii rozwojowej. W oparciu o teorię przywiązania zwolennicy rodzicielstwa bliskości zaczęli propagować w kulturze zachodniej zwyczaj spania rodziców razem z dzieckiem (łóżko rodzinne). Praktyka ta jest rozpowszechniona w wielu częściach świata, m.in. w Afryce, Azji i Ameryce Południowej.
W teorii przywiązania ważną rolę przypisuje się zjawisku imprintingu, czyli wdrukowania w świadomość człowieka (bądź innego stworzenia) obiektu znaczącego.

## Style przywiązania
Style przywiązania to nieświadome przekonania dotyczące tego, czego możemy się spodziewać w relacjach z innymi ludźmi. Wyróżnia się cztery style:
- bezpieczny styl przywiązania (ang. secure attachment style) – te dzieci wydają się mieć we względnej równowadze bodźce, które przy towarzyszącym im poczuciu bezpieczeństwa popychają je do poznawania świata, jak i te, które w momentach zagrożenia każą im szukać ukojenia w bliskości z drugą osobą. W badaniach Mary Ainsworth niemowlęta, którym przypisywano taki styl przywiązania, bez względu na to, jak silnie przeżywały rozstanie z matką, po jej powrocie bardzo szybko się uspokajały i kontynuowały zabawę. Patrząc na więź jako „wytwór” wymiany pomiędzy matką i dzieckiem, można powiedzieć, ze opisywany wyżej rodzaj wigoru i elastyczności wyrasta na gruncie interakcji z matką wrażliwą, reagującą na sygnały wysyłane przez dziecko. Taka matka w chwilach płaczu bierze swoje dziecko na ręce, przytula je z troską i czułością do momentu, kiedy dziecko tego chce i potrzebuje, cechuje się akceptacją i przedkłada współpracę ponad kontrolę i emocjonalną dostępność ponad dystans.

- unikowy styl przywiązania (ang. avoidant albo dismissive attachment style) – te dzieci w kontakcie z drugą osobą okazują pewną „nonszalancję”, która sprawia wrażenie pozornej obojętności zarówno na wyjście matki, jak i na jej powrót. Ten brak emocji można pomylić ze spokojem. Mary Ainsworth wysunęła wniosek, że ta złudna beznamiętność dziecka unikowego i brak zachowań przywiązaniowych to swego rodzaju strategia pozwalająca dziecku na przystosowanie się do życia w konkretnym, deprymującym środowisku. Przypuszcza się, że dzieci te nabrały przekonania, iż prośby o wsparcie i miłość nie spotkają się z pożądaną odpowiedzią, dlatego też w jakimś sensie się poddały. Jeśli chodzi o responsywność matek takich dzieci, widoczne jest u nich jawne odrzucanie potomstwa bądź karanie go za próby nawiązania kontaktu, między innymi odsuwanie się od wyrażającego smutek dziecka. Awersja matek do bliskości fizycznej z dzieckiem i chłód w momentach nastąpienia takiego kontaktu mogą prowadzić do wytworzenia się u dzieci reakcji obronnych, takich jak na przykład bezwładność czy nieprzywieranie do ciała przytulającej je osoby.

- ambiwalentny styl przywiązania (ang. anxious albo preoccupied attachment style) – dzieci o ambiwalentnym stylu przywiązania Mary Ainsworth podzieliła na takie reagujące złością i reagujące biernością. Dzieci z obu tych grup są zbyt zaabsorbowane kontrolowaniem przestrzeni wokół swych matek, by mogły się oddalić w celu poznawania otoczenia. Siła emocji wywołanych rozstaniem z matką może być dla nich obezwładniająca. Po ponownym połączeniu z matką dzieci te na przemian wysyłają sygnały pragnienia bliskości i chęci odrzucenia – od wyrywania się z objęć po furię. Dzieci bierne natomiast wysyłają bardzo słabe prośby o ukojenie – tak jakby rozpacz i bezradność bezgranicznie je przytłaczały, nie pozostawiając przestrzeni na nawiązanie kontaktu z matką. Matki ambiwalentnych dzieci cechują się pewną nieprzewidywalnością, stąd ich kontakt z potomstwem może być tylko sporadyczny. Matki te (w przeciwieństwie do matek dzieci unikowych) nie wyrażają jawnie sygnałów o emocjonalnym czy fizycznym odrzuceniu, ale poprzez wysublimowane komunikaty zniechęcają swe dzieci do autonomii, co mogłoby tłumaczyć stłumienie w nich chęci do eksploracji.

- przywiązanie zdezorganizowane (ang. fearful-avoidant albo disorganised attachment style) – niemal 20 lat po badaniach Mary Ainsworth jej uczennica, Mary Main, zaproponowała niezidentyfikowany wcześniej wzorzec przywiązania zdezorganizowanego, do którego można przyporządkować dzieci, które jednocześnie traktują opiekuna jako bezpieczną bazę oraz zagrożenie. Dziecko takie, szukając pocieszenia u rodzica, pozostaje pod wpływem sprzecznych bodźców, które jednocześnie każą mu szukać bliskości i unikać jej. Paradoks polega na tym, że odczuwana przez dziecko zależność od matki nie pozwala na ucieczkę. Zdezorganizowany wzorzec przywiązania rozwija się poprzez interakcje z rodzicami, których złość bądź przemoc budzą w dziecku jawne przerażenie, ale także w kontakcie z rodzicami, od których dzieci wyczuwają przerażenie. Badaczka sugeruje, że ten rodzaj przywiązania może powstawać w interakcjach z opiekunami, którzy są przerażający, przerażeni bądź zdysocjowani. Dzieci o tym stylu przywiązania doświadczają „strachu bez wyjścia”.